# Labrocerus concolor
Labrocerus concolor är en skalbaggsart som beskrevs av Sharp 1885. Labrocerus concolor ingår i släktet Labrocerus och familjen ängrar. Inga underarter finns listade i Catalogue of Life.